# Xinsheng (Aihui)
Die „Gemeinde Xinsheng der Oroqen“ (chinesisch 新生鄂伦春族乡, Pinyin Xīnshēng Èlúnchūnzú Xiāng) ist eine Nationalitätengemeinde im Stadtbezirk Aihui der bezirksfreien Stadt Heihe in der nordostchinesischen Provinz Heilongjiang. Xinsheng hat eine Fläche von 1.410 km² und 1.146 Einwohner (Stand: Zensus 2010). Im Jahre 1992 hatten nur 953 Einwohner ihren Wohnsitz in Xinsheng, davon rund 18 % Oroqen. Die Gemeinde liegt im Nordwesten des Stadtbezirks und grenzt im Norden an den Kreis Huma des Regierungsbezirks Großes Hinggan-Gebirge. Sie erstreckt sich quer durch das Kleine Hinggan-Gebirge, so dass sie landschaftlich hauptsächlich von Gebirgs-Taiga geprägt ist. Xinsheng wurde 1956 gegründet, um den Oroqen, die bis dahin von der umherschweifenden Jagd gelebt hatten, die Sesshaftwerdung zu ermöglichen. Der Name bedeutet „neues Leben“ und soll diesen Vorgang dokumentieren.

## Oroqen
Die Gemeinde ist eines der traditionellen Siedlungsgebiete der Birarqen (Birartschen), einer Untergruppe der Oroqen, die Anfang der 1950er Jahre durch die Zuwanderung einer kleinen Zahl von Kumarqen (Kumartschen), einer anderen Untergruppe, verstärkt wurde. Die Oroqen sind – neben den Ewenken – eines der beiden nordtungusischen Völker Chinas.

## Administrative Gliederung
Xinsheng setzt sich aus drei Dörfern zusammen. Diese sind:
- Dorf Xinsheng der Oroqen (新生鄂伦春族村), Zentrum, Sitz der Gemeinderegierung;
- Dorf Xinfa (新发村);
- Dorf Xinqing (新青村).